# Avedøre Monarchs 2020
Questa voce raccoglie le informazioni riguardanti gli Avedøre Monarchs nelle competizioni ufficiali della stagione 2020.

## Danmarksserien 2020

### Stagione regolare
| Vejle 15 agosto 2020, ore 14:00 1ª giornata | Triangle Razorbacks II | 2 – 34 referto | Avedøre Monarchs | Kirkebakkehallen |

| Hvidovre 30 agosto 2020, ore 14:00 3ª giornata | Avedøre Monarchs | 32 – 8 referto | Næstved Vikings | Hvidovre Gymnasium |

| Svendborg 19 settembre 2020, ore 14:00 5ª giornata | Svendborg Admirals | - – - (annullata) referto | Avedøre Monarchs | Admirals Field |

## Statistiche di squadra
| Competizione      | %Vittorie | In casa | In casa | In casa | In casa | In casa | In casa | In trasferta | In trasferta | In trasferta | In trasferta | In trasferta | In trasferta | Totale | Totale | Totale | Totale | Totale | Totale |
| Competizione      | %Vittorie | G       | V       | N       | P       | Pf      | Ps      | G            | V            | N            | P            | Pf           | Ps           | G      | V      | N      | P      | Pf     | Ps     |
| ----------------- | --------- | ------- | ------- | ------- | ------- | ------- | ------- | ------------ | ------------ | ------------ | ------------ | ------------ | ------------ | ------ | ------ | ------ | ------ | ------ | ------ |
| Stagione regolare | 1.000     | 1       | 1       | 0       | 0       | 32      | 8       | 1            | 1            | 0            | 0            | 34           | 2            | 2      | 2      | 0      | 0      | 66     | 10     |
| Totale            | 1.000     | 1       | 1       | 0       | 0       | 32      | 8       | 1            | 1            | 0            | 0            | 34           | 2            | 2      | 2      | 0      | 0      | 66     | 10     |